# Trofeul Carpați (handbal feminin) - Ediția 1
Competiția din 1959 reprezintă prima ediție a Trofeului Carpați la handbal feminin pentru senioare, turneu amical organizat anual de Federația Română de Handbal. Ediția din 1959, la care au luat parte cinci echipe de club, a fost găzduită de orașul București și s-a desfășurat între 28 ianuarie-1 februarie 1959. Denumirea oficială a competiției a fost „Cupa Orașului București”, nume care ulterior, începând de la a treia ediție, a fost schimbat în „Trofeul Carpați”. Câștigătoarea turneului din 1959 a fost echipa HG Copenhaga, în fapt o selecționată a Danemarcei.
Meciurile s-au desfășurat în Sala Floreasca.

## Echipe participante
La prima ediție a Trofeului Carpați nu au fost înscrise echipe naționale, ci echipe de club și selecționate ale orașelor.

### România
România a fost reprezentată de Olimpia București, antrenată de Gabriel Zugrăvescu, precum și de o selecționată de tineret a orașului.
| Irene Nagy-Klimovski | Portar             | 1936 (23 de ani)  |                   |                   |                   |                   |
| Elena Zăinescu       | Portar             |                   |                   |                   |                   |                   |
| Camelia Vuia         |                    |                   |                   |                   |                   |                   |
| Carolina Cîrligeanu  | Apărător           | 1935 (24 de ani)  |                   |                   |                   |                   |
| Adriana Coroiu       |                    |                   |                   |                   |                   |                   |
| Ella Jecu            |                    |                   |                   |                   |                   |                   |
| Iosefina Ugron       | Apărător           | 3 ianuarie 1932   |                   |                   |                   |                   |
| Hildegard Roth       |                    | 1935 (24 de ani)  |                   |                   |                   |                   |
| Elena Pădureanu      | Centru             | 5 iunie 1931      |                   |                   |                   |                   |
| Victoria Dumitrescu  |                    | 1 decembrie 1935  |                   |                   |                   |                   |
| Florica Coșug        |                    |                   |                   |                   |                   |                   |
| Elena Roșu           | Apărător           | 18 noiembrie 1935 |                   |                   |                   |                   |
| Aurelia Szőke        | Apărător           | 3 iunie 1936      |                   |                   |                   |                   |
| Banca tehnică        |                    |                   |                   |                   |                   |                   |
| Gabriel Zugrăvescu   | Antrenor principal | Olimpia București | Olimpia București | Olimpia București | Olimpia București | Olimpia București |

| Rozália Ferencz   | Portar             |                   |                   |                   |                   |                   |
| Liliana Borcea    | Portar             | 26 noiembrie 1934 |                   |                   |                   |                   |
| Margareta Hanek   |                    |                   |                   |                   |                   |                   |
| Aurora Niculescu  | Intermediar        | 25 mai 1938       | Știința București |                   |                   |                   |
| Elena Drăghici    |                    |                   |                   |                   |                   |                   |
| Valeria Covrig    |                    |                   |                   |                   |                   |                   |
| Margareta Cristea |                    |                   |                   |                   |                   |                   |
| Maria Ștef        |                    |                   | Știința București |                   |                   |                   |
| Gabriela Bîcu     |                    |                   |                   |                   |                   |                   |
| Anneliese Kellner |                    |                   |                   |                   |                   |                   |
| Mária Incze       |                    |                   |                   |                   |                   |                   |
| Elena Cătineanu   |                    |                   |                   |                   |                   |                   |
| Gerlinde Reipp    |                    |                   | Știința București |                   |                   |                   |
| Judith Nako       |                    | 1937 (22 de ani)  |                   |                   |                   |                   |
| Banca tehnică     |                    |                   |                   |                   |                   |                   |
| Árpád Kamenitzky  | Antrenor principal | București-tineret | București-tineret | București-tineret | București-tineret | București-tineret |
| Vasile Gogâltan   | Antrenor secund    | București-tineret | București-tineret | București-tineret | București-tineret | București-tineret |

### Danemarca
Danemarca a fost reprezentată de HG Copenhaga.

### Iugoslavia
Iugoslavia a fost reprezentată de o selecționată a orașului Zagreb.

### Ungaria
Ungaria a fost reprezentată de o selecționată a capitalei Budapesta, antrenată de Bódog Török:
| Erika Wéser Horváthné | Portar             |                  |                        |           |           |           |
| Katalin Gardó         | Portar             |                  |                        |           |           |           |
| Árpádné Csicsmányi    |                    |                  |                        |           |           |           |
| Magda Jóna            |                    | 14 august 1934   | Győri Vasas ETO        |           |           |           |
| Éva Arany             |                    |                  |                        |           |           |           |
| Zsuzsa Béres          |                    |                  |                        |           |           |           |
| Ferencné Geszti       |                    |                  |                        |           |           |           |
| Ágnes Végh            |                    | 1939 (20 de ani) | Budapesti Spartacus SC |           |           |           |
| Mária Tóth            |                    |                  |                        |           |           |           |
| ? Takó                |                    |                  |                        |           |           |           |
| Lajosné Cserháti      |                    |                  |                        |           |           |           |
| Banca tehnică         |                    |                  |                        |           |           |           |
| Bódog Török           | Antrenor principal | Budapesta        | Budapesta              | Budapesta | Budapesta | Budapesta |

## Partide
| 28 ianuarie 1959 17:50 | București-tineret   | 9 – 13 | HG Copenhaga | Sala Floreasca, București Arbitri: Jenő Romvári |
| 28 ianuarie 1959 17:50 | Covrig, Niculescu 3 | (2–6)  | Ludvigsen 4  | Sala Floreasca, București Arbitri: Jenő Romvári |
| 28 ianuarie 1959 17:50 |                     |        |              | Sala Floreasca, București Arbitri: Jenő Romvári |

| 28 ianuarie 1959 18:50 | Olimpia București | 7 – 9 | Budapesta | Sala Floreasca, București Arbitri: J. Doležal |
| 28 ianuarie 1959 18:50 | Roth, Ugron 2     | (3–3) | Jóna 5    | Sala Floreasca, București Arbitri: J. Doležal |
| 28 ianuarie 1959 18:50 |                   |       |           | Sala Floreasca, București Arbitri: J. Doležal |

| 29 ianuarie 1959 16:30 | Olimpia București | 9 – 3 | București-tineret | Sala Floreasca, București |
| 29 ianuarie 1959 16:30 | Cîrligeanu 4      | (1–2) | Reipp 2           | Sala Floreasca, București |
| 29 ianuarie 1959 16:30 |                   |       |                   | Sala Floreasca, București |

| 29 ianuarie 1959 18:50 | Zagreb  | 6 – 13 | HG Copenhaga | Sala Floreasca, București |
| 29 ianuarie 1959 18:50 | Tičić 3 | (3–9)  | Nilsson 6    | Sala Floreasca, București |
| 29 ianuarie 1959 18:50 |         |        |              | Sala Floreasca, București |

| 30 ianuarie 1959 16:30 | București-tineret | 5 – 6 | Budapesta    | Sala Floreasca, București Arbitri: J. Doležal |
| 30 ianuarie 1959 16:30 | 5 jucătoare 1     | (4–3) | Tóth, Végh 2 | Sala Floreasca, București Arbitri: J. Doležal |
| 30 ianuarie 1959 16:30 |                   |       |              | Sala Floreasca, București Arbitri: J. Doležal |

| 30 ianuarie 1959 18:50 | Olimpia București  | 6 – 7 | Zagreb                  | Sala Floreasca, București |
| 30 ianuarie 1959 18:50 | Pădureanu, Szőke 2 | (3–3) | Erdeljic, Tomljenović 2 | Sala Floreasca, București |
| 30 ianuarie 1959 18:50 |                    |       |                         | Sala Floreasca, București |

| 31 ianuarie 1959 17:30 | Zagreb        | 4 – 4 | București-tineret | Sala Floreasca, București |
| 31 ianuarie 1959 17:30 | Tomljanović 2 | (4–3) | Niculescu 2       | Sala Floreasca, București |
| 31 ianuarie 1959 17:30 |               |       |                   | Sala Floreasca, București |

| 31 ianuarie 1959 19:50 | Budapesta | 8 – 10 | HG Copenhaga            | Sala Floreasca, București Arbitri: Gheorghe Popescu |
| 31 ianuarie 1959 19:50 | Jóna 5    | (4–6)  | Corneliussen, Nilsson 4 | Sala Floreasca, București Arbitri: Gheorghe Popescu |
| 31 ianuarie 1959 19:50 |           |        |                         | Sala Floreasca, București Arbitri: Gheorghe Popescu |

| 1 februarie 1959 16:50 | Olimpia București | 4 – 9 | HG Copenhaga                    | Sala Floreasca, București |
| 1 februarie 1959 16:50 | Ugron 3           | (3–5) | Birkemose, Nilsson, Rasmussen 2 | Sala Floreasca, București |
| 1 februarie 1959 16:50 |                   |       |                                 | Sala Floreasca, București |

| 1 februarie 1959 16:50 | Budapesta | 5 – 7 | Zagreb  | Sala Floreasca, București |
| 1 februarie 1959 16:50 | Tóth 2    | (3–5) | Tičić 3 | Sala Floreasca, București |
| 1 februarie 1959 16:50 |           |       |         | Sala Floreasca, București |

## Clasament și statistici
Ediția 1 a Trofeului Carpați pentru senioare a fost câștigată de HG Copenhaga.
| Poz. | Echipa            | J | V | E | Î | GM | GP | DG   | P |
| ---- | ----------------- | - | - | - | - | -- | -- | ---- | - |
| 1    | HG Copenhaga      | 4 | 4 | 0 | 0 | 45 | 27 | + 28 | 8 |
| 2    | Zagreb            | 4 | 2 | 1 | 1 | 24 | 28 | – 4  | 5 |
| 3    | Budapesta         | 4 | 2 | 0 | 2 | 28 | 29 | – 1  | 4 |
| 4    | Olimpia București | 4 | 1 | 0 | 3 | 26 | 28 | – 2  | 2 |
| 5    | București-tineret | 4 | 0 | 1 | 3 | 21 | 32 | – 11 | 1 |

| Poz. | Nume                      | Echipă            | Goluri |
| ---- | ------------------------- | ----------------- | ------ |
| 1    | Kirsten Nilsson           | HG Copenhaga      | 13     |
| 2    | Magda Jóna                | Budapesta         | 12     |
| 3    | Anne-Lise Corneliussen    | HG Copenhaga      | 11     |
| 4    | Elisa Ludvigsen           | HG Copenhaga      | 8      |
| 5    | Iosefina Ștefănescu-Ugron | Olimpia București | 7      |
| 6    | Else Birkemose            | HG Copenhaga      | 6      |
| 6    | Aurora Niculescu          | București-tineret | 6      |
| 6    | Aase Rasmussen            | HG Copenhaga      | 6      |
| 6    | Katarina Tičić            | Zagreb            | 6      |